# معركة الناصرية (1915)
معركة حدثت شهر تموز 1915 خلال الحرب العالمية الأولى قتل فيها 2000 جندي عثماني و 400 جندي إنكليزي وهندي للسيطرة على مدينة الناصرية وما حولها جنوب العراق.